# 暗黑血统II
《暗黑血统II》是一款由Vigil Games开发并由THQ发行的动作冒险游戏。本作是《暗黑血统》的正统续作，2012年8月在Windows、Xbox 360和PlayStation 3上發售，同年12月在WiiU上發售。
加強版本《末世騎士II 死亡決定版》（Darksiders II The Deathinitive Edition）於2015年10月在PlayStation 4、Xbox One和Windows上發售，由Nordic Games負責發行。新續作《末世騎士III》于2018年推出。

## 系統
界面、操作方式與戰鬥系統均承襲前作但部分細節經過調整。主角能力與新設之經驗值系統掛鉤，每提升一級均可取得技能點數以獲取新技能；主角也可透過新增之武裝系統更換和購買更多種類之武器和防具，從而影響攻擊力、防禦力、攻擊附加效果和終結技出現機率；遊戲也引進支線任務，完成後均可提升主角能力或取得特別物品。

## 劇情
天啟四騎士戰爭（War）、死亡（Death）、紛爭（Strife）和狂怒（Fury）是拿非利人（由天使與惡魔結合之種族）之最後四人。為維持宇宙的平衡，四人以消滅自族換取從焦灼議會（Charred Council）獲得強大的力量。死亡把其死去族人之靈魂困於一吊墜內，因此獲得滅族者（Kinslayer）之稱號。
死亡堅信被議會判處罪行的弟弟戰爭（詳看前作《末世騎士》）無罪，因此希望使人類復活從而洗脫戰爭之罪名，遂尋求身於天堂、地獄和人間界之間的守密者烏鴉教父（Crowfather）的協助。烏鴉教父指示死亡前往生命之樹以復活人類，但在被交予裝有拿非利靈魂之吊墜後拒絕合作並化身為戰爭與死亡展開戰鬥，烏鴉教父戰死前使吊墜內靈魂烙印在死亡胸口上，其屍體化為空間裂縫把他帶到了另一世界鍛造之地（Forge Lands）：當地人表示黑暗力量腐蝕（Corruption）正逐漸吞噬世界且封閉了生命之樹。死亡在解除腐蝕的影響後終能進入生命之樹，但在入口處被吞噬扯進了樹內並遇上了首個拿非利人押沙龍（Absalom）之化身：被死亡殺死後其憎恨正是腐蝕的來源。
死亡被傳送至死者之地（Land of the Dead）並獲悉必須尋找靈魂之井（Well of Souls）以復活人類：已死的烏鴉教父表示該井擁有主宰生與死的力量，人類的靈魂全被傳送至該井中，但需要兩把分別由天使與惡魔保管之鑰匙開啟。烏鴉教父也透露議會因擔心四騎士了解靈魂之井的力量後會把拿非利族復活而把相關情報保密。
死亡先後前往天堂哨站失落之光（Lostlight）與地獄領域暗影之稜（Shadow's Edge），分別擊敗執政官（Archon）和薩麥爾（Samael）並取得兩匙。死亡也於暗影之稜遇上創造了拿非利人之惡魔女王莉莉斯（Lilith），她在死亡離開前希望他能利用靈魂之井把拿非利族復活。兩匙在手的死亡進入生命之樹與被腐蝕吞噬之押沙龍進行戰鬥，死亡戰勝後烏鴉教父現身表示靈魂之井只要獲得活祭就能把人類或拿非利族復活，但一方復活將使另一方永遠滅絕。為拯救戰爭，死亡決定復活人類而跳進井中，同時於人間界戰爭也殺死了化身為毀滅者之亞巴頓（Abaddon），並向烏列爾（Uriel）表示他將不會孤獨作戰：七印被打破後，死亡與其餘兩名騎士降臨人間界。
後記劇情中，一名被莉莉斯稱為王子之人物對人類被復活而拿非利族被犧牲非常憤怒，並向莉莉斯施行酷刑。